# Pilar (Alagoas)
Pilar est une municipalité brésilienne dans l'État de l'Alagoas.